# Billy the Kid (film 1930)
Billy the Kid è un film biografico del 1930 diretto da King Vidor, con Johnny Mack Brown nella parte di Billy e Wallace Beery nel ruolo di Pat Garrett.
È conosciuto per essere il primo prodotto cinematografico ad essersi ispirato alla figura iconica del criminale Billy the Kid.
Nel febbraio 2020, il film è stato mostrato al 70simo Festival del Cinema di Berlino, come parte della retrospettiva dedicata alla carriera di King Vidor

## Trama

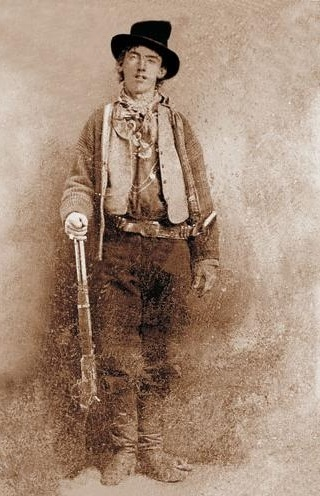
Il vero Billy the Kid in una foto d'epoca

Il famoso fuorilegge Billy the Kid (Johnny Mack Brown) è in fuga da due cowboys, Tunson e McSween che hanno intenzione di impiccarlo ma alla fine gli propongono di unirsi alla loro banda. Billy si affeziona sempre di più a Tunson e alla sua fidanzata, Claire (Kay Johnson) e decide di rigare diritto. Quando Tunson viene ucciso, Billy intende aiutare Claire a trovare vendetta. Allo stesso tempo, scopre che deve difendersi dallo sceriffo Pat Garrett (Wallace Beery).

## Produzione
Il film è stato diretto da King Vidor, che ha anche partecipato come produttore. Le riprese si sono girate tramite un processo widescreen chiamato "Realife", che ha permesso la registrazione della pellicola su un formato 70 mm.
Per scrivere la sceneggiatura, Wanda Tuchock, Laurence Stallings e Charles MacArthur si sono basati sul libro The Saga of Billy the Kid di Walter Noble Burns.
Il copione è stato scritto dalla Tuchock, ma durante la lavorazione si sono uniti Stallings e MacArthur per rimaneggiare alcuni dialoghi e aggiungere nuove sequenze.
Le riprese si sono svolte negli Stati Uniti d'America tra il Nuovo Messico, l'Arizona e la California; più in rilievo a Gallup, al Grand Canyon, alla Cava Kit Carson e al Ranch Porter (Northridge).
Negli anni che si sono susseguiti, Billy the Kid non è stato restaurato né oggetto di ristampa, e la sua visione è disponibile solo con proiettori adatti.

## Remake

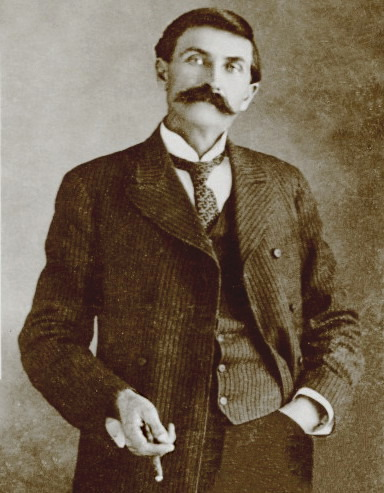
Il vero Pat Garret in una foto d'epoca

Il film è stato rigirato a colori nel 1941 con lo stesso titolo Terra selvaggia (Billy the Kid) con Robert Taylor che interpreta Billy e Brian Donlevy che interpreta una versione romanzata di Pat Garrett. La versione di Howard Hughes due anni dopo, chiamata The Outlaw e che serve principalmente per lanciare la carriera di Jane Russell, deve almeno altrettanto al film del 1930, in particolare al casting di Thomas Mitchell, che assomiglia fisicamente a Wallace Beery, nei panni di Garrett.
Il cinema e la televisione hanno rivisitato la relazione tra Pat Garrett e Billy the Kid continuamente nei decenni successivi. Paul Newman interpretava Billy negli anni '50 in Furia selvaggia - Billy Kid (The Left Handed Gun). Una serie televisiva fu girata nel 1960 con lo stesso tema intitolata The Tall Man, con Barry Sullivan come Garrett e Clu Gulager come Billy; Sam Peckinpah ha diretto una versione cinematografica, Pat Garrett e Billy Kid, negli anni '70 con James Coburn nel ruolo di Garrett. Val Kilmer ha interpretato Billy in 'Billy the Kid', una sontuosa versione televisiva scritta da Gore Vidal e trasmessa in televisione nel 1989.